# Cynodonichthys siegfriedi
La olomina es la especie Cynodonichthys siegfriedi, un pez de agua dulce la familia de los rivulines en el orden de los ciprinodontiformes.

## Morfología
De cuerpo alargado, los machos pueden alcanzar los 4,5 cm de longitud máxima.

## Distribución geográfica
Se encuentran en ríos de América Central, en cuencas fluviales de Costa Rica.

## Hábitat
Viven en pequeños cursos de agua entre 22 y 27°C, de comportamiento bentopelágico y no migrador.
Prefiere los ríos de llanuras de poca altitud, donde se encuentra en charcas, pantanos y arroyos de velocidad baja a moderada, donde se alimenta de insectos.
No es un pez estacional. Es muy difícil de mantener cautivo en acuario.